# Valija mexicana

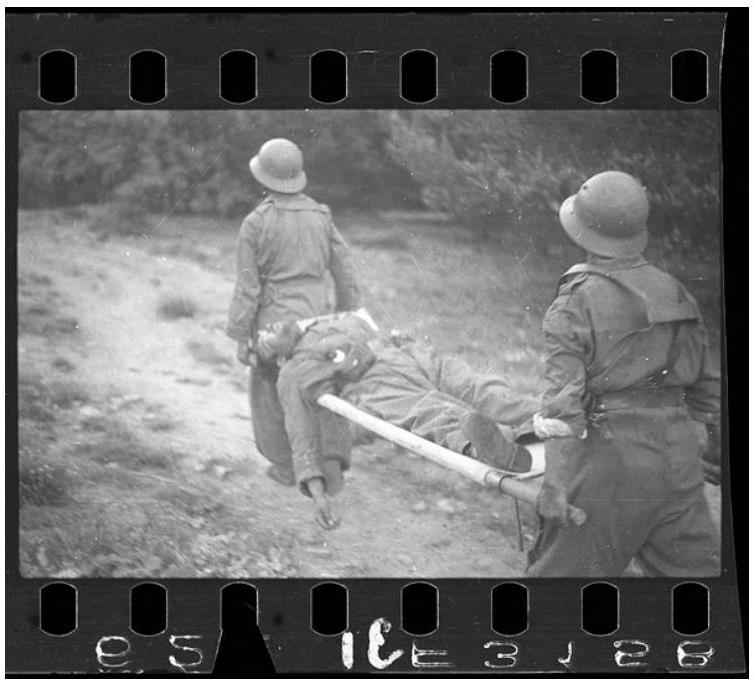
Dos soldados republicanos con un soldado en una camilla, Puerto de Navacerrada, frente de Segovia, España, finales de mayo-principios de junio de 1937 (uno de los negativos recuperados, fotografía de Gerda Taro. Descripción tomada de ICP).

La valija mexicana o La maleta mexicana es un conjunto de tres pequeñas cajas de cartón en las que permanecieron guardados y desaparecidos, durante siete décadas, los negativos de entre 3000 y 4000 fotografías que Endre Friedmann, Gerda Taro (estos dos bajo el seudónimo de Robert Capa) y David Seymour (Chim) tomaron, fundamentalmente, durante la Guerra civil española, un período que abarca de julio de 1936 a la primavera de 1939.

## Importancia histórica
Los negativos, si bien no son el total de instantáneas realizadas por los tres fotógrafos durante la Guerra Civil, suman una cantidad importante de piezas. En las cajas se encontraron los negativos de algunas de las fotografías más conocidas de Robert Capa, entre ellas, la de la mujer amamantando durante un mitin, que fue utilizada por infinidad de publicaciones. 
El conjunto tiene un valor histórico incalculable, tanto por su importancia como documento de la Guerra Civil como ser en sí mismo una muestra única de la evolución del fotoperiodismo bélico.

## El destino de los negativos

### La desaparición
Los negativos habían sido abandonados por Endre en París en octubre de 1939, al tener que huir el fotógrafo en previsión de un futuro avance del ejército nazi y el peligro que sufriría de acabar en un campo de concentración en tal caso, por su doble condición de judío y simpatizante del comunismo, si era atrapado por los alemanes. Al zarpar rumbo a Nueva York, dejó los negativos en su estudio al cuidado de Emérico Weisz (Csiki), su ayudante y también fotógrafo, marido de Leonora Carrington. Sobre la suerte corrida por los negativos, su ayudante escribió en una carta que:

En 1939, cuando los alemanes se acercaban a París, metí todos los negativos de Bob en una mochila y me la llevé en bicicleta a Burdeos, para intentar embarcarla a México. Por la calle me encontré con un chileno, y le pedí que llevara mis paquetes de película a su consulado, para que no les pasara nada. Accedió.
Carta del 5 de julio de 1975.

### El hallazgo
La aparición de las tres cajas se produjo en 1995. Fueron halladas entre las pertenencias del general mexicano Francisco Javier Aguilar González, fallecido en 1975, quien había sido embajador de México ante el gobierno de Vichy los años 1941 y 1942. Tras su muerte, el director de cine mexicano Benjamín Tarver las recibió de manos de su tía, amiga del general.
Los negativos arribaron al International Center of Photography, fundación creada por el hermano del fotógrafo, Cornell Capa, en diciembre de 2007. Después de consultarlo con un profesor de Queens College, Jerald R. Green, quien le contestó que las fotografías deberían ser expuestas y disponibles para que estudiosos de la Guerra Civil pudieran analizarlas, Benjamín Tarver accedió a uno de los varios requerimientos que Cornell Capa le realizó para que le entregara el material de su hermano.
La noticia se comunicó oficialmente al año siguiente, 2008, y se programaron distintas exposiciones de los mismos en Francia, España y otros países.
Robert Capa falleció en 1954, sin saber que los negativos volverían a hallarse.